# Lorenz Oken
Lorenz Oken, de nome verdadeiro Lorenz Ockenfuss (Offenburg, 1 de agosto de 1779 — Zurique, 11 de agosto de 1851) foi um naturalista, botânico, biólogo e ornitólogo alemão. Oken nasceu Lorenz Okenfuss (em alemão:  Okenfuß) em Bohlsbach (agora parte de Offenburg), Ortenau, Baden, e estudou história natural e medicina nas universidades de Freiburg e Würzburg. Ele foi para a Universidade de Göttingen, onde se tornou um Privatdozent (conferencista não assalariado), e encurtou seu nome para Oken. Como Lorenz Oken, ele publicou uma pequena obra intitulada Grundriss der Naturphilosophie, der Theorie der Sinne, mit der darauf gegründeten Classification der Thiere (1802). Este foi o primeiro de uma série de trabalhos que o estabeleceram como um líder do movimento da "Naturphilosophie" na Alemanha.
Nele, ele estendeu à ciência física os princípios filosóficos que Immanuel Kant (1724-1804) aplicou à epistemologia e à moralidade. Oken foi precedido por Gottlieb Fichte (1762-1814), que, reconhecendo que Kant havia descoberto os materiais para uma ciência universal, declarou que tudo o que era necessário era uma coordenação sistemática desses materiais. Fichte assumiu essa tarefa em sua "Doutrina da Ciência" (Wissenschaftslehre), cujo objetivo era construir todo o conhecimento por meios a priori. Esta tentativa, que foi meramente esboçada por Fichte, foi posteriormente elaborada pelo filósofo Friedrich Schelling (1775–1854). Oken baseou-se no trabalho de Schelling, produzindo uma síntese do que ele considerava ter alcançado.
Oken produziu a série de sete volumes Allgemeine Naturgeschichte für alle Stände, com gravuras de Johann Susemihl (1767-1847), e publicada em Stuttgart por Hoffman entre 1839 e 1841.

## Novo sistema de classificação de animais
Na Grundriss der Naturphilosophie de 1802, Oken esboçou os contornos do esquema que depois se dedicou a aperfeiçoar. A posição avançada nesse trabalho, à qual ele continuou a aderir, é que "as classes animais nada mais são do que uma representação dos órgãos dos sentidos e devem ser arranjadas de acordo com eles". Consequentemente, Oken argumentou que existem apenas cinco classes de animais:
1. Dermatozoários ou invertebrados;
2. Glossozoa, ou peixe, aqueles animais em que uma língua verdadeira faz, pela primeira vez, o seu aparecimento;
3. Rinozoários, ou répteis, nos quais o nariz se abre pela primeira vez na boca e inala o ar;
4. Otozoários, ou pássaros, nos quais a orelha se abre externamente pela primeira vez;
5. Oftalmozoários, ou mamíferos, nos quais todos os órgãos dos sentidos estão presentes e completos, sendo os olhos móveis e cobertos por pálpebras.

Em 1805, Oken fez mais um avanço na aplicação do princípio a priori em um livro sobre a geração (Die Zeugung), no qual afirmava que "todos os seres orgânicos se originam e consistem em vesículas ou células. Essas vesículas, quando isoladas e considerados em seu processo original de produção, são a massa infusorial ou protoplasma (Urschleim) de onde todos os organismos maiores se formam ou são desenvolvidos. Sua produção nada mais é do que uma aglomeração regular de infusórios - não, é claro, de espécies já elaboradas ou perfeitos, mas de vesículas mucosas ou pontos em geral, que se formam primeiro por sua união ou combinação em espécies particulares".
Um ano após a produção deste tratado, Oken desenvolveu seu sistema um estágio adiante, e em um volume publicado em 1806, escrito com a assistência de Dietrich von Kieser (1779-1862), intitulado Beiträge zur vergleichenden Zoologie, Anatomie, und Physiologie, demonstrou que os intestinos se originam da vesícula umbilical, e que esta corresponde ao vitelo ou saco vitelino. Caspar Wolff (1735-1794) já havia afirmado ter demonstrado esse fato no filhote (Theoria Generationis, 1774), mas não viu sua aplicação como prova de uma lei geral. Oken mostrou a importância da descoberta como ilustração de seu sistema. No mesmo trabalho, Oken descreveu e lembrou a atenção aos corpora Wolffiana, ou "rins primordiais".

## Universidade de Jena
A reputação do jovem Privatdozent de Göttingen chegou aos ouvidos de Johann von Goethe (1749-1832) e, em 1807, Oken foi convidado a ocupar o cargo de Professor Extraordinário de Ciências Médicas na Universidade de Jena. Ele selecionou como tema de seu discurso inaugural suas ideias sobre a "Significação dos Ossos da Caveira", com base em uma descoberta do ano anterior. A palestra foi proferida na presença de Goethe, como conselheiro particular e reitor da universidade, e foi publicada no mesmo ano, com o título Ueber die Bedeutung der Schädelknochen. No que diz respeito à origem da ideia, Oken narra em sua Ísis que, caminhando em um dia de outono de 1806 na Floresta Harz, ele tropeçou no crânio empalidecido de um cervo, pegou os ossos parcialmente deslocados e os contemplou por um tempo, quando de repente lhe ocorreu: "É uma coluna vertebral!" Em uma reunião de naturalistas alemães realizada em Jena alguns anos depois, o Professor Kieser fez um relato da descoberta de Oken na presença do grão-duque, que está impresso no Tageblatt, ou "procedimentos", dessa reunião. O professor afirmou que Oken contou-lhe sua descoberta quando viajou em 1806 para a ilha de Wangerooge. Em seu retorno a Göttingen, Oken explicou suas ideias fazendo referência ao crânio de uma tartaruga na coleção de Kieser, que ele desarticulou para esse propósito. Kieser exibiu o crânio, seus ossos marcados com a letra de Oken.
As palestras de Oken em Jena foram abrangentes e altamente consideradas na época. Os assuntos incluíam filosofia natural, história natural geral, zoologia, anatomia comparada, fisiologia do homem, dos animais e das plantas. O espírito com que ele lutou com o vasto escopo da ciência é caracteristicamente ilustrado em seu ensaio Ueber das Universum als Fortsetzung des Sinnensystems (1808). Nesse trabalho, ele afirma que "o organismo nada mais é do que uma combinação de todas as atividades do universo dentro de um único corpo individual". Essa doutrina o levou à convicção de que "mundo e organismo são um na mesma espécie e não estão apenas em harmonia um com o outro", no qual ele avançou a proposição de que "a luz não poderia ser nada além de uma tensão polar do éter, evocada por um corpo central em antagonismo com os planetas, e o calor não era outro senão um movimento deste éter" - uma espécie de vaga antecipação da doutrina da "correlação de forças físicas".
Em 1809, Oken estendeu seu sistema ao mundo mineral, organizando os minérios, não de acordo com os metais, mas de acordo com suas combinações com oxigênio, ácidos e enxofre. Em 1810, ele resumiu suas opiniões sobre a natureza orgânica e inorgânica em um sistema completo. Na primeira edição do Lehrbuch der Naturphilosophie, que apareceu naquele e nos anos seguintes, ele procurou trazer suas diferentes doutrinas em conexão mútua, e "mostrar que os reinos mineral, vegetal e animal não devem ser arranjados arbitrariamente de acordo com caracteres únicos e isolados, mas ser com base nos órgãos cardinais ou sistemas anatômicos, a partir dos quais um número de classes firmemente estabelecido seria necessariamente desenvolvido; que cada classe, além disso, toma seu ponto de partida de baixo e, consequentemente, que todas elas passam paralelas entre si "; e que, "como na química, onde as combinações seguem uma lei numérica definida, assim também na anatomia os órgãos, na fisiologia as funções e na história natural as classes, famílias e mesmo gêneros de minerais, plantas e animais apresentam uma proporção aritmética semelhante. "obteve para Oken o título de Hofrath, ou conselheiro da corte, e em 1812 ele foi nomeado professor ordinário de ciências naturais.

## JornalÍsis
Em 1816, Oken começou a publicar seu conhecido periódico Isis, eine encyclopädische Zeitschrift, vorzüglich für Naturgeschichte, vergleichende Anatomie und Physiologie. Nesta revista apareceram ensaios e notícias sobre ciências naturais e outros assuntos de interesse; poesia e até comentários sobre a política de outros estados alemães eram ocasionalmente admitidos. Isso levou a representações e protestos dos governos criticados ou impugnados, e a corte de Weimar apelou a Oken para suprimir Ísis ou renunciar ao cargo de professor. Ele escolheu a última alternativa. A publicação do Ísis em Weimar foi proibida. A Oken fez arranjos para sua emissão em Rudolstadt, e isso continuou ininterruptamente até o ano de 1848.
Em 1821, Oken promulgou em Ísis a primeira ideia das assembleias gerais anuais da Sociedade de Cientistas Naturais e Médicos Alemães, que foi realizado no ano seguinte, quando o primeiro encontro foi realizado em Leipzig. A Associação Britânica para o Avanço da Ciência foi, no início, declaradamente organizada segundo o modelo alemão ou Okeniano. Em 1828, Oken retomou suas funções humildes originais como doutor privado na recém-criada Universidade de Munique, e logo depois foi nomeado professor ordinário na mesma universidade. Em 1832, com a proposta do governo da Baviera de transferi-lo para um cargo de professor em uma universidade provincial do estado, renunciou às suas nomeações e deixou o reino. Ele foi nomeado em 1833 para o cargo de professor de história natural na então recém-criada Universidade de Zurique. Aí continuou a residir, cumprindo as suas funções profissionais e promovendo o progresso das suas ciências preferidas, até à sua morte.

## Vistas homológicas
Todos os escritos de Oken são ilustrações dedutivas de um princípio assumido, que, com outros filósofos da escola transcendental, ele considerou igual à explicação de todos os mistérios da natureza. Segundo ele, a cabeça era uma repetição do tronco - uma espécie de segundo tronco, com seus membros e outros apêndices; essa soma de suas observações e comparações - poucas das quais ele forneceu em detalhes - deve sempre ser levada em consideração ao comparar a participação de Oken na anatomia homológica com o progresso feito por outros cultivadores desse ramo filosófico da ciência. A ideia da analogia entre o crânio, ou partes do crânio, e a coluna vertebral foi previamente proposta e ventilada em suas palestras por Johann von Autenrieth (1772-1835) e Carl Kielmeyer (1765–1844) e nos escritos de Johann Frank (1745–1821). Por Oken, foi aplicado principalmente para ilustrar o sistema místico de Schelling - o "tudo em tudo" e o "tudo em todas as partes". Dos primeiros aos últimos escritos de Oken sobre o assunto, "a cabeça é uma repetição de todo o tronco com todos os seus sistemas: o cérebro é a medula espinhal; o crânio é a coluna vertebral; a boca é o intestino e o abdômen; o nariz são os pulmões e o tórax; as mandíbulas são os membros; e os dentes, as garras ou unhas". Johann von Spix (1781-1826) em seu fólio Cephalogenesis (1818), uma craniologia comparativa ricamente ilustrada, mas apresentou os fatos sob o mesmo disfarce transcendental; e Georges Cuvier (1769-1832) aproveitou as extravagâncias desses discípulos de Schelling para ridicularizar toda a investigação sobre essas relações superiores das partes com o arquétipo que Sir Richard Owen (1804-1892) chamou de "homologias gerais".
A teoria vertebral do crânio havia praticamente desaparecido da ciência anatômica quando os trabalhos de Cuvier chegaram ao fim. No Arquétipo e homologias do esqueleto dos vertebrados de Owen, a ideia não foi apenas revivida, mas trabalhada pela primeira vez indutivamente, e a teoria afirmada corretamente, como segue: "A cabeça não é um equivalente virtual do tronco, mas é apenas uma parte, isto é, certos segmentos modificados de todo o corpo. As mandíbulas são os 'arcos hemais' dos primeiros dois segmentos; eles não são membros da cabeça "(p. 176).
Vaga e estranhamente, no entanto, como Oken havia misturado a ideia com sua concepção a priori da natureza da cabeça, a chance de se apropriar dela parece ter superado o senso moral de Goethe - a menos que de fato o poeta tenha se enganado. A osteologia comparada logo atraiu a atenção de Goethe. Em 1786, ele publicou em Jena seu ensaio Ueber den Zwischenkieferknochen des Menschen und der Thiere, mostrando que o osso intermaxilar existia tanto no homem quanto nos animais. Mas nenhuma palavra neste ensaio dá a mais remota sugestão de que ele então possuía a ideia das analogias vertebrais do crânio. Em 1820, em sua Morphologie, ele declarou publicamente pela primeira vez que trinta anos antes da data dessa publicação ele havia descoberto a relação secreta entre as vértebras e os ossos da cabeça, e que sempre havia continuado a meditar sobre esse assunto. As circunstâncias em que o poeta, em 1820, narra tendo-se inspirado com a ideia original, são suspeitamente análogas às descritas por Oken em 1807, por produzirem o mesmo efeito em sua mente. Um crânio branqueado é acidentalmente descoberto em ambos os casos: no de Oken, era o de um cervo na floresta Harz; na de Goethe foi a de uma ovelha apanhada nas margens do Lido, em Veneza.
Pode-se presumir que Oken, como Privatdozent em Göttingen em 1806, não sabia nada sobre essa ideia não publicada ou descoberta de Goethe, e que Goethe primeiro percebeu que Oken tinha a ideia das relações vertebrais do crânio quando ouviu o introdutório discurso em que o jovem professor, convidado pelo poeta a Jena, selecionou essa mesma ideia para seu tema. É incrível que Oken, caso tivesse adotado a ideia de Goethe, ou estivesse ciente de uma antecipação por parte dele, tivesse omitido o reconhecimento da fonte - não deveria, em vez disso, ter abraçado avidamente uma oportunidade tão apropriada de fazer uma homenagem graciosa à originalidade e gênio de seu patrono.

Em 1832, Oken foi eleito membro estrangeiro da Real Academia de Ciências da Suécia.

## Trabalhos
- Allgemeine Naturgeschichte für alle Stände. Vol.1–8. Hoffmann, Stuttgart 1833-1843 Edição digital pela University and State Library Düsseldorf
- Abbildungen zu Okens allgemeiner Naturgeschichte für alle Stände. Hoffmann, Stuttgart 1843 Edição digital pela University and State Library Düsseldorf